# Лепотр, Пьер (гравёр)
Пьер Лепотр (фр. Pierre Lepautre; (1652, Версаль — 16 ноября 1716, Париж) — французский рисовальщик-орнаменталист, гравёр и архитектор-декоратор стилей французского Регентства и рококо, член большой семьи художников.
Сын Жана Лепотра и брат Жака Лепотра (? — 1684), рисовальщика и гравёра, двоюродный брат скульптора, своего тёзки Пьера Лепотра. Племянник архитектора Антуана Лепотра.
В 1699 году Пьер Лепотр был назначен рисовальщиком ведомства Королевских построек (Bâtiments du Roi), возглавляемом Жюлем Ардуэном-Мансаром, а затем Робером де Котом. Таким образом, он принимал участие в формировании «большого стиля» Людовика XIV, предшествующего рококо.
Вероятно, именно Пьер Лепотр (рисовальщик и гравёр), несмотря на противоречия и путаницу в источниках, является автором оформления одного из самых известных интерьеров большого дворца в Версале периода французского Регентства — «Салона с бычьим глазом» (Le salon de l'Œil-de-bœuf, 1701).
Учеником Пьера Лепотра был рисовальщик и гравёр Н. А. Тардьё, известный своими гравюрами по живописным оригиналам Антуана Ватто.

## Галерея

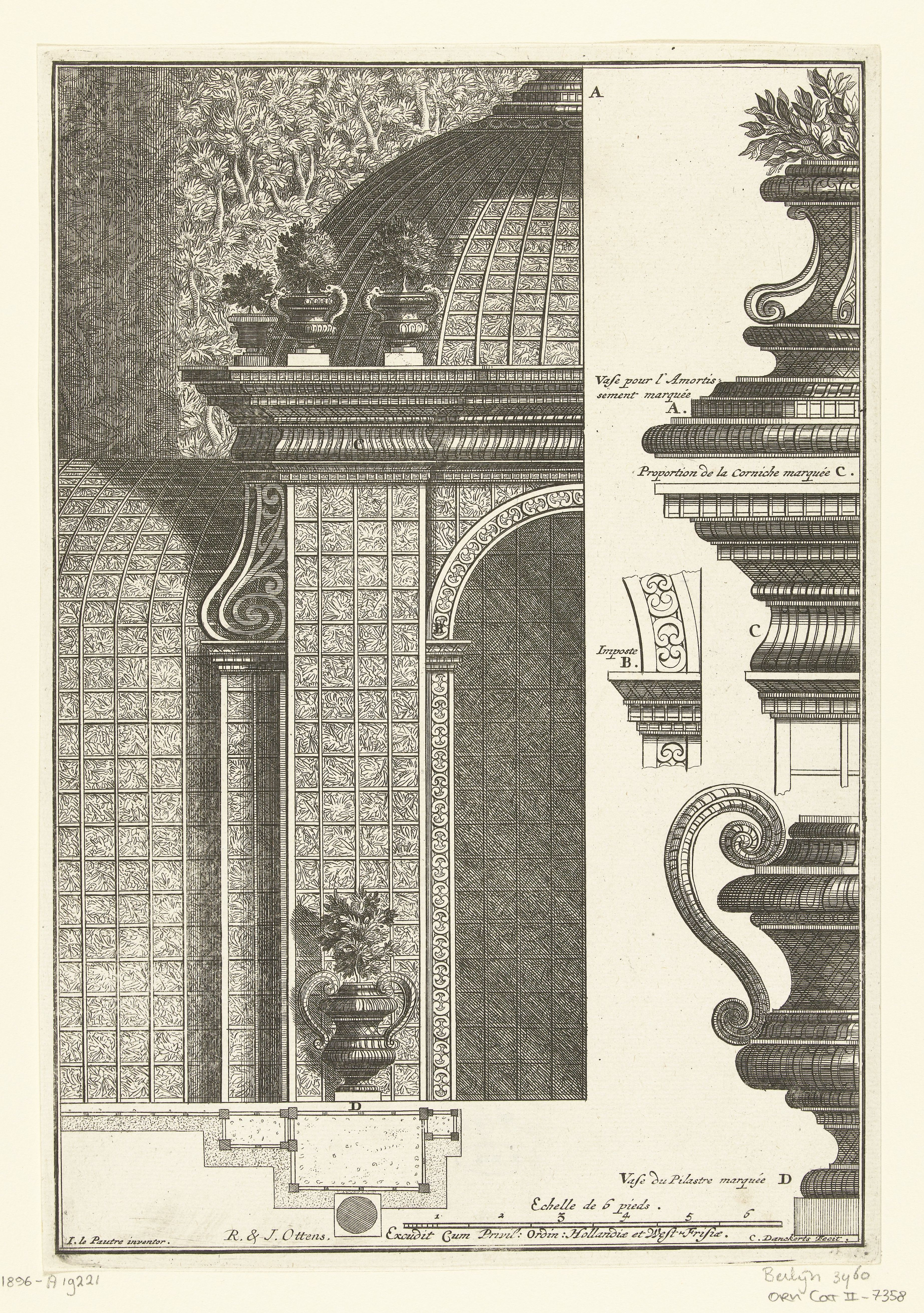
Проект паркового павильона «трельяж». Офорт
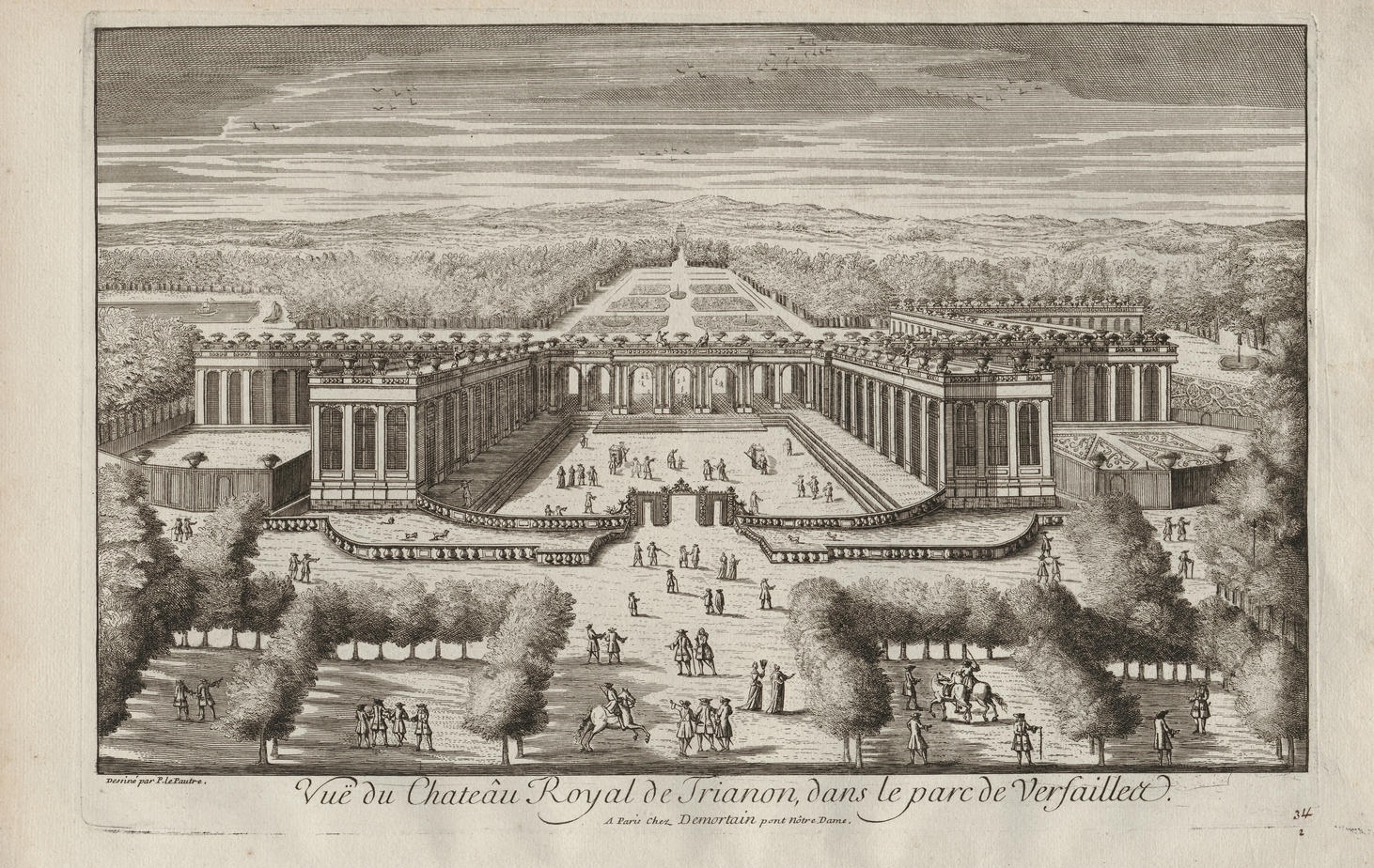
Вид Большого Трианона в Версале. 1714—1715. Офорт
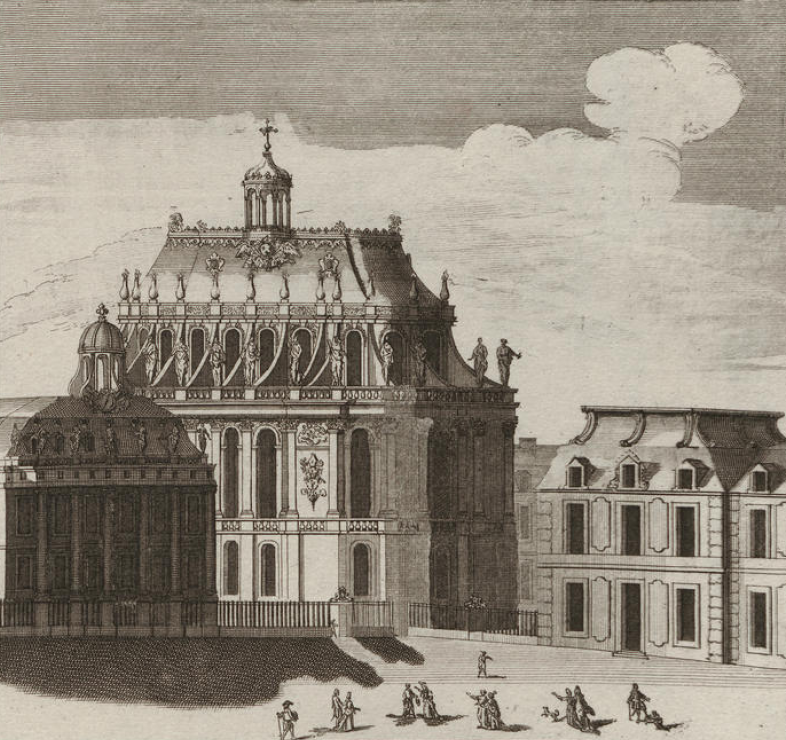
Королевская капелла в Версале. 1725. Офорт
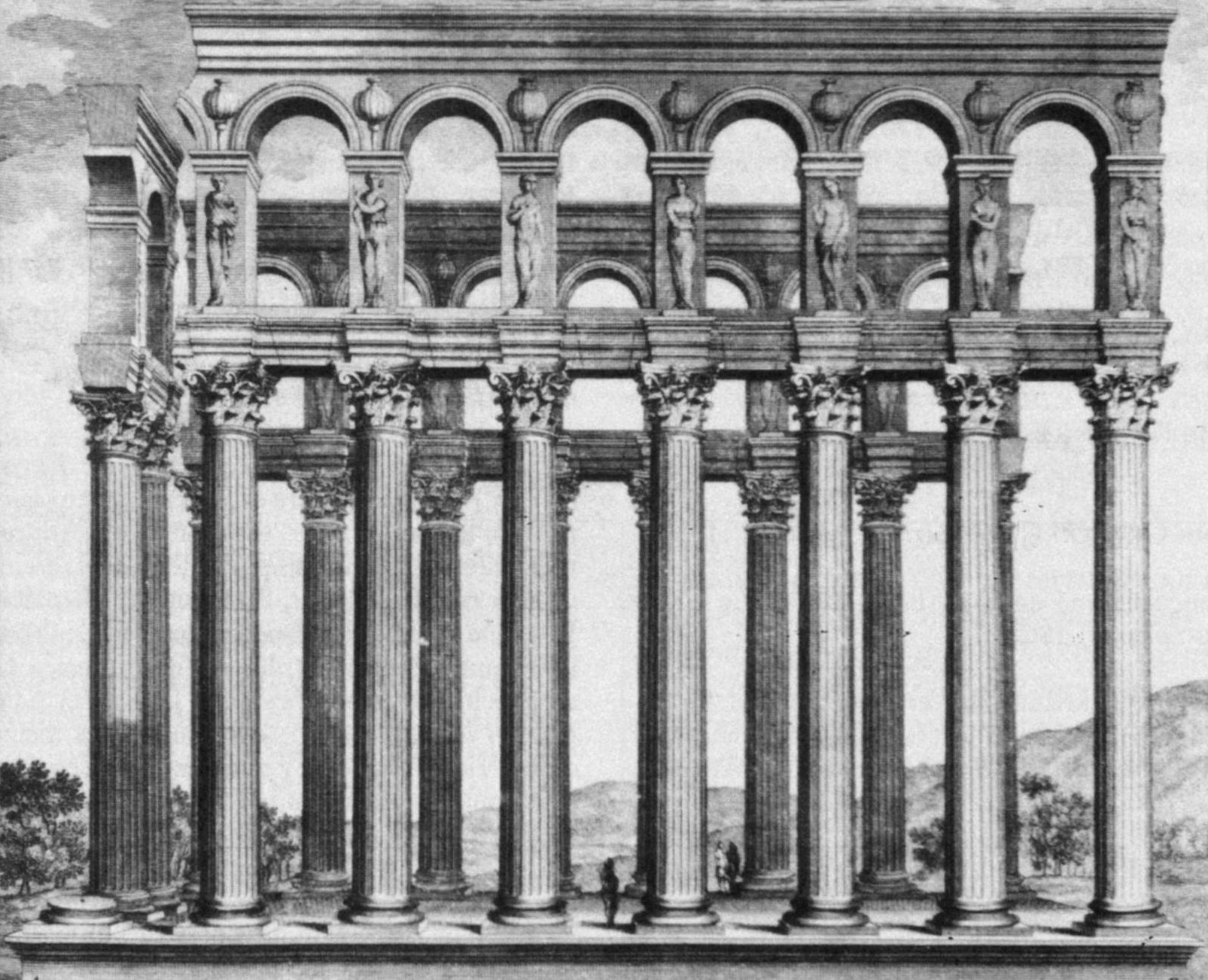
Античная колоннада III века (piliers de tutelle) в Бордо. Разрушена в 1675 году. По рисунку Клода Перро. Офорт 1684 г.
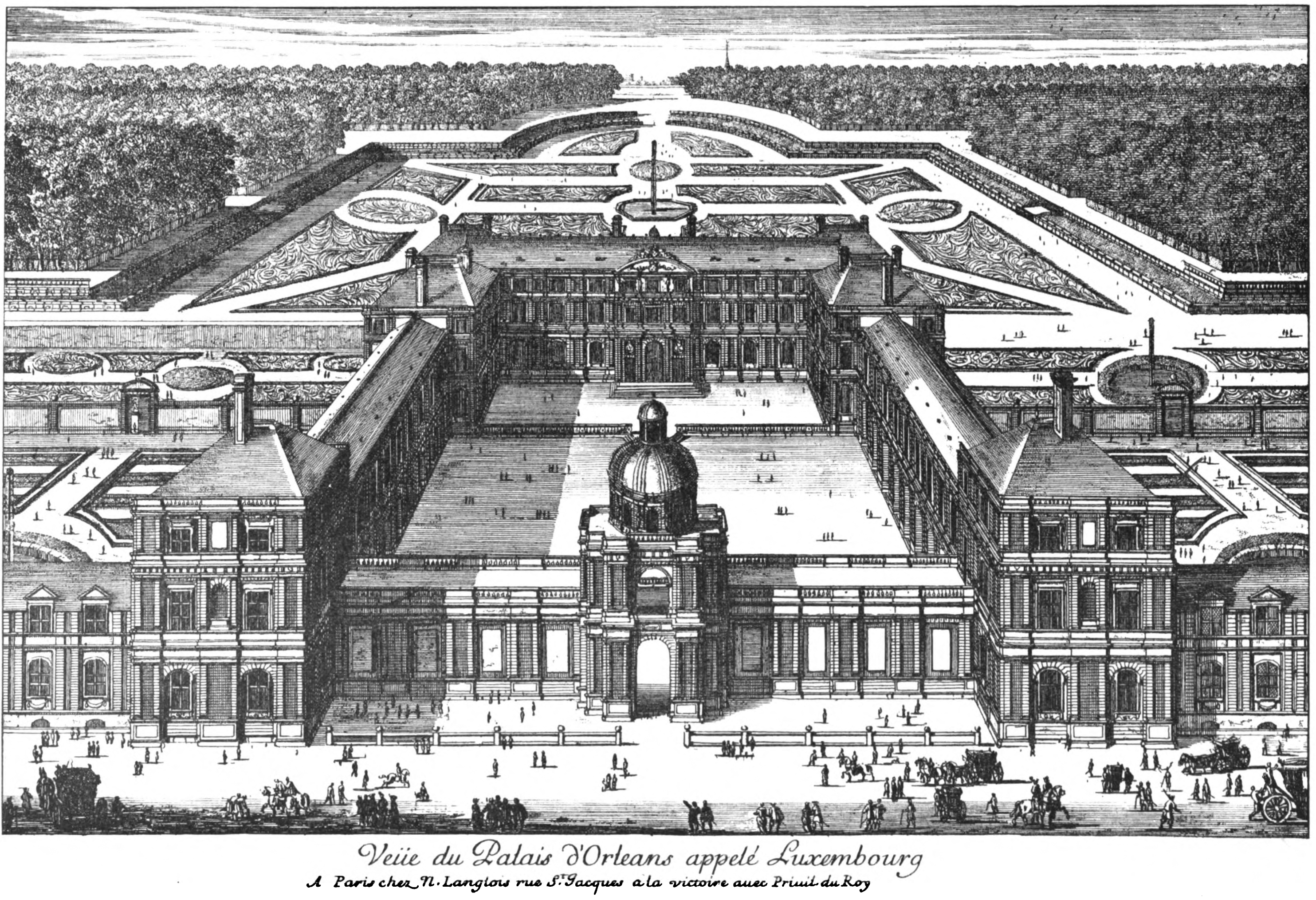
Люксембургский дворец в Париже. 1643. Офорт, резец